# Skonnerten Martha
Martha af Vejle er en jagtbygget slettopskonnert (kaldes også sletskonnert og fore and aft-skonnert) med to master og et bovspryd.
Martha er så vidt vides det eneste sejlskib bygget i Vejle, der endnu eksisterer og i øvrigt et af de få tilbageværende eksempler i Danmark på de skonnerter, galeaser og andre store og små sejlskibe, der tidligere fragtede gods mellem danske, svenske, norske og tyske havnebyer. Disse skibe blev kaldt havets gråspurve  på grund af deres konstante aktivitet og bevægelse fra by til by. Lidt ligesom nutidens lastvognstog.

## Historie
Martha blev bygget på Lindtners Skibsværft i Vejle i 1899 og søsat den 7. februar 1900 under navnet Helge. Skibet var bestilt af kaptajn Niels Jakobsen Møller fra Kolding, som allerede året efter solgte det tilbage til Vejle, hvor det blev omdøbt til Andreas. I 1915 blev skibet solgt til Marstal, hvor det fik navnet K. Hay, inden det i 1935 fik sit nuværende navn, Martha. Under det navn har skibet efterfølgende været hjemmehørende i Middelfart (1947), Faaborg (1950), igen Middelfart (1971) og fra 1975 til i dag Vejle.
I årtier sejlede Martha med forskellige besætninger og fragtede varer som sten, korn, gødning og stykgods mellem skandinaviske havne og østersøhavnene. Skibet klarede sig igennem Anden Verdenskrig, og blev i 1961 solgt som stenfisker med betegnelsen Stf. 1209. Efter 11 år i denne funktion var skibet nedslidt, men blev i 1971 opkøbt af gymnasielærer Kristian Blak (Nielsen), der satte sig for at restaurere det. Den opgave var dog temmelig uoverkommelig for ham, så han forærede i 1973 skibet til Foreningen til Skonnerten Marthas Restaurering, der fra hjembyen Vejle har ejet og drevet Martha lige siden.

## Skibets konstruktion og tekniske data
Martha er en klassisk jagtbygget slettopskonnert, og selvom den blev bygget i Vejle, bærer den tydelige træk fra dansk skibsbygningstradition fra især Marstal. Skroget var oprindeligt eg på bøg, hvilket vil sige at kølplankerne var af bøg, men i dag er hele skroget eg. Dækket er af fyrretræ. Rig<gen består af to pælemaster og et bovspryd af douglasgran.
Martha er på 51 bruttoregistertons, 20,64 meter på dæk og 5,6 meter bred. Stormasten er 23,56 meter høj målt fra kølsvin og fokkemast er 22,26 meter. Sejlarealet er på 325 m². I rækkefølge fra bovspryd til agterskib hedder sejlene jager, klyver, fok, skonnertsejl, skonnerttopsejl, storsejl og stortopsejl.
Da Martha blev bygget, havde hun ingen motor og blev sejlet af en besætning på kun tre mand. I 1923 fik skibet installeret sin første motor, og i dag er det udstyret med en 120 HK  Perkins dieselmotor, der primært bruges ved havnemanøvrer.

## Bevaring og restaurering
Martha er erklæret bevaringsværdig i gruppe B af Skibsbevaringsfonden, hvilket betyder, at skibet skal bevares i en stand, der afspejler et tidligt tidspunkt i dets historie. Foreningen til Skonnerten Marthas Restaurering har valgt året 1923 som reference, altså samme år hun fik motor. Det betyder, at Martha over dæk stort set ser ud, som hun gjorde på dette tidspunkt.
Indvendig er Martha blevet tilpasset moderne behov. Hvor lastrummet tidligere fyldte det meste af skibet, er der nu indrettet opholdsrum med køjer, et spisebord, en åben kabys med gaskomfur og køleskab og et separat toiletrum. Der er i alt 18 køjepladser ombord.

## Sejlende fællesskab
Martha ejes og drives i dag af Foreningen til Skonnerten Marthas Restaurering, der er en non-profit forening, bestående af cirka 90 medlemmer, der arbejder for at bevare skibet som et aktivt sejlskib. Foreningen arrangerer sejladser i sommerhalvåret og arbejder med vedligeholdelse i vinterhalvåret. Medlemmerne bidrager frivilligt til at sikre, at Martha forbliver sejlende.